# سرت تو کار خودت باشه (ترانه)
«سرت تو کار خودت باشه» (به انگلیسی: Mind Your Business) ترانه‌ای از دو خوانندهٔ آمریکایی ویل.آی.ام و بریتنی اسپیرز می‌باشد که در ۲۱ ژوئیهٔ سال ۲۰۲۳ از سوی اپیک رکوردز منتشر گردید. این تک‌آهنگ پس از «بیس چاق و گنده» (۲۰۱۱)، «جیغ و داد» (۲۰۱۲) و «باید آسون باشه» (۲۰۱۳) چهارمین همکاری میان ویل.آی.ام و بریتنی اسپیرز به‌شمار می‌آید. این قطعه عمدتاً با نقدهای منفی روبه‌رو شد؛ خبرنگاران تنظیم، اجرا و ترانه‌پردازی آن را مورد انتقاد قرار دادند.

## جلد
از طرح جلد این تک‌آهنگ در تاریخ ۱۹ ژوئیه سال ۲۰۲۳ رونمایی شد. در این تصویر، هر دو هنرمند پشت به پشت یکدیگر ایستاده‌اند و لباس‌های مشکی با رگه‌هایی صورتی‌رنگ بر تن دارند. تصویری از بریتنی اسپیرز که در سال ۲۰۰۳ توسط عکاس مارک لیدل گرفته شده بود، برای حضور او در جلد این تک‌آهنگ استفاده شد؛ موضوعی که باعث شد سوالاتی درباره میزان مشارکت واقعی اسپیرز در این پروژه مطرح شود. خبرنگاران نیز به این نکته اشاره کردند که ظاهر هیچ‌یک از هنرمندان در تصویر جلد با سن فعلی آن‌ها هم‌خوانی ندارد؛ و همین موضوع به‌عنوان «اولین نشانهٔ فاجعه‌بار» پیرامون این ترانه نام‌گذاری شد.